# نادي سيدان
نادي سيدان هو أحد أندية كرة القدم الفرنسية.

## روابط إضافية
- Official website